# Hino Rio-Grandense

Scudo del Rio Grande do Sul

L'Inno Rio-Grandense, in Brasile, fu adottato ufficialmente il 5 gennaio 1966.

## Testo
Como a aurora precursora

do farol da divindade

foi o Vinte de Setembro

o precursor da liberdade.

Mostremos valor, constância

Nesta ímpia e injusta guerra

Sirvam nossas façanhas

De modelo a toda terra

De modelo a toda terra

Sirvam nossas façanhas

De modelo a toda terra

Mas não basta pra ser livre

Ser forte, aguerrido e bravo

Povo que não tem virtude

Acaba por ser escravo

Mostremos valor, constância

Nesta ímpia e injusta guerra

Sirvam nossas façanhas

De modelo a toda terra

De modelo a toda terra

Sirvam nossas façanhas

De modelo a toda terra